# Дейв Еванс
 Дейв Еванс  (нар. 20 липня 1953) — перший вокаліст австралійської рок-групи AC/DC.
Він був прийнятий у гурт у 1973 засновниками братами Ангусом та Малколмом Янґами. Разом з ним був барабанщик Колін Берджесс і басистом Ларрі Ван Крієдт. Він був членом гурту протягом року і був замінений Боном Скоттом приблизно у вересні 1974. У гурті записав один сингл («Can I Sit Next To You, Girl?» / «Rocking In The Parlour»), який був випущений в Австралії та Новій Зеландії. Молоді брати вирішили, що Еванс не є підходящим фронтменом групи. Вони вважали, що у гурті занадто багато глем-року.
Після AC/DC, Еванс створив гурт під назвою Rabbit, який випустив кілька синглів і два альбоми. Гурт піддавався впливу британської групи The Sweet і досяг значного успіху в Австралії. Також був учасником гуртів Thunder Down Under та Hot Cockerel.
Еванс народився у Кармартені, Уельс. Коли він був дитиною, його родина переїхала до Австралії.